# Sembakkam
Sembakkam là một thị xã panchayat của quận Kancheepuram thuộc bang Tamil Nadu, Ấn Độ.

## Nhân khẩu
Theo điều tra dân số năm 2001 của Ấn Độ, Sembakkam có dân số 22.671 người. Phái nam chiếm 51% tổng số dân và phái nữ chiếm 49%. Sembakkam có tỷ lệ 83% biết đọc biết viết, cao hơn tỷ lệ trung bình toàn quốc là 59,5%: tỷ lệ cho phái nam là 86%, và tỷ lệ cho phái nữ là 80%. Tại Sembakkam, 9% dân số nhỏ hơn 6 tuổi.